# Anke Kullmann
Anke Kullmann es una deportista alemana que compitió en triatlón. Ganó una medalla de plata en el Campeonato Mundial de Triatlón de Invierno de 2008, y una medalla de bronce en el Campeonato Europeo de Triatlón de Invierno de 2008.

## Palmarés internacional
| Campeonato Mundial | Campeonato Mundial        | Campeonato Mundial | Campeonato Mundial |
| Año                | Lugar                     | Medalla            | Prueba             |
| ------------------ | ------------------------- | ------------------ | ------------------ |
| 2008               | Freudenstadt (Alemania)   | Medalla de plata   | Individual         |
| Campeonato Europeo |                           |                    |                    |
| Año                | Lugar                     | Medalla            | Prueba             |
| 2008               | Gaishorn am See (Austria) | Medalla de bronce  | Individual         |